# Okres Bernina
Okres Bernina (německy Region Bernina) je jedním z 11 okresů kantonu Graubünden ve Švýcarsku, které vznikly v důsledku územní reformy k 1. lednu 2016.
Okres zahrnuje údolí Val Poschiavo.

## Seznam obcí
| Znak       | Název obce | Počet obyvatel (31. 12. 2022) | Rozloha (km²) | Hustota zalidnění (obyv./km²) |
| ---------- | ---------- | ----------------------------- | ------------- | ----------------------------- |
| Brusio     | Brusio     | 1124                          | 46,30         | 24                            |
| Poschiavo  | Poschiavo  | 3460                          | 191,01        | 18                            |
| Celkem (2) | Celkem (2) | 4584                          | 237,31        | 19                            |